# Оборона Аджимушкайських каменярень
Оборона Аджимушкайських каменярень відбувалася з 16 травня до 31 жовтня 1942 року, є складовою частиною німецько-радянської війни.

## Історія оборони
Аджи-Мушкай — село за 5 кілометрів від Керчі, що згодом увійшло до її адміністративного складу, біля якого знаходяться Великі та Малі Аджимушкайські каменярні, де ще з давніх часів проводилося добування вапняку.
У травні 1942 року після поразки в операції «Полювання на дрохв» військ Кримського фронту його частини, що обороняли Керч, змушено евакуюються на Таманський півострів. Групою зі складу 51-ї армії, котра прикривала евакуацію, керував начальник відділу військової підготовки штабу Кримського фронту полковник Павло Ягунов. 14 травня він призначається на цю посаду та того ж дня починає формувати з особового складу резерву окремі батальйони та ударні групи. До складу цих частин входили командири та політпрацівники резерву, особовий склад 1-го фронтового запасного полку, кілька сотень курсантів військових училищ, бійці та командири 276-го стрілецького полку НКВС, 95-го прикордонного полку — перший та другий батальйони зайняли позиції північніше Аджи-Мушкаю. Також у загонах прикриття були військовослужбовці різних частин та з'єднань фронту, котрі ще 13 травня стали з'являтися в каменярнях. В другій половині дня 14 травня загін нараховував над 4000 осіб, окремі роти були укомплектовані суто командирським складом. Молодший лейтенант С. С. Шайдуров у споминах писав, що резерв командирського складу майже повністю не мав озброєння. За рахунок відступаючих вояків та керченців, що покинули місто, група прикриття розрослася до кількатисячної величини, понад 10000 укривалися у Великих катакомбах, у Малих — близько 3000. Гарнізонами катакомб керували Ягунов та М. Г. Поважний.
Перший бій загін Ягунова прийняв 14 травня біля села Кидирлез — німецькі сили стрімко вийшли до Аджи-Мушкая, минаючи розрізнені радянські частини, котрі відступали з позицій від Багерового; загін оборони з частинами 157-ї стрілецької дивізії зумів зупинити та відкинути німецькі сили, знищивши при цьому 3 танки.
До кінця дня 17 травня німецькі сили займають поселення Маяк та Жуковку, в ніч на 18-те намагаються прорвати оборону біля заводу імені Войкова. По цьому Аджим-Ушкай був повністю оточений.
Протягом 18 — 19 травня радянські загони прикриття утримували вузьку смугу берега поблизу Єнікале, звідки 20-го відійшов останній транспорт з бійцями. При цьому завдяки і загону Ягунова було евакуйовано близько 120000 осіб; бійці прикриття мали наказ триматися «до особливого розпорядження», яке вони так і не отримали.
19 травня частина військових під керуванням підполковника Г. М. Бурміна — від 600 до 2000 людей — прорвалася в каменярні від заводу ім. Войкова, дрібніші загони з того ж напряму проходили з боєм до 22 травня.
Після наради 21 травня в каменярнях приймається рішення «про створення ділянки оборони Аджимушкайських каменярень» — «полк оборони Аджимушкайських каменярень ім. Сталіна». За різними даними, на той час особовий склад загону становив від 5000 до 15000 осіб, були створені різні служби — аж до військового трибуналу, начальником продовольчого відділу призначено Андрія Пирогова (перед тим виконував обов'язки начальника продовольства 51-ї армії, потрапив у полон у вересні 1942 року). Подібні осередки опору, хоч й не такі довгочасні, існували й в Биковських, Вергопольських — до 16 чоловік, через 3 дні з'єдналися із загоном в 27 бійців, вйшли аж за 1,5 місяця, — та Дідушевих каменярнях. В Булганакських каменярнях — за 3 км від Аджи-Мушкаю — до серпня продовжували оборонятися кілька десятків бійців зі складу 510-го окремого зенітно-артилерійського дивізіону та медично-санітарного батальйону 396-ї стрілецької дивізії під орудою лейтенанта М. В. Светлосанова та старшого політрука В. С. Гогітідзе. До останніх чисел жовтня нацисти проводили зачистки підземних комунікацій заводу ім. Войкова.
Попервах німецькі вояки не могли зрозуміти, звідки їх атакують червоноармійці. Проте з часом укриття було виявлене, туди підтягуються додаткові частини Вермахту. Починаються безперервні атаки, радянські бійці відкидаються вглиб каменярень, проте подальші спроби окупантів притлумити спротив ефекту не дали, загін Ягунова зміг відбити всі атаки.
Оскільки ніхто не розраховував на такий перебіг подій, каменярні не були підготовані для довготривалої облоги. Не було приготовано великих запасів води, харчування та набоїв, колодязі ж з питною водою знаходилися лише зовні; кожна вилазка за поповненням питних запасів супроводжувалася боєм. За згадками бійців одне відро води прирівнювалося до відра втраченої крові. Німецькі сили здогадуються про причини цих вилазок та знищують колодязі поблизу каменярень — в Аджи-Мушкаї було їх два — «солодкий» та «солоний». Катастрофічно не вистачало продуктів харчування, води, озброєння та набоїв, становище доходило до критичної точки. Окрім того, нацистські вояки починають використовувати для завалювання тунелів вибухівку та запомповують отруйні гази в катакомби — перші газові атаки відбулися в кінці травня.
Через відсутність можливості роздобути воду, в каменярнях риють колодязі, у документах від 14 червня згадуються вириті 2 колодязі.
Станом на середину червня до каменярень було перекинуто половину з 5-ти німецьких полків, розташованих у Керчі, у боях вони несли відчутні втрати.
Під час великого виходу на поверхню у сутичці загинув в ніч з 8 липня на 9 липня командир загону полковник Ягунов.
В розвідувальних даних до штабу 47-ї радянської армії від 10-го, 20-го, 23-го та 29 липня зазначалася сильна автоматна та кулеметна стрілянина вночі, причому 20 липня нацистська артилерія близько 5-ї ранку відкрила вогонь по селу з гармат, розміщених на горі Мітридат, що, на думку розвідників, могло свідчити про зайняття Аджи-Мушкаю та прилеглих територій підпільниками.
У серпні бойова активність підземних гарнізонів йде на спад, під землею знаходилося кілька сотень осіб, збільшується смертність від виснаження та хвороб.
З Малих каменярень радянські військові групи С. А. Єрмакова виходили 14-го та 17 серпня; згідно з деякими даними, сам підполковник Єрмаков загинув на березі затоки, а батальйонний комісар Семенов потрапив у полон.
2 вересня німецький десант висаджується на Таманський півострів, захисникам каменоломень, котрі ще мали сили, віддається наказ виходити дрібними групами з підземелля.
У 20-х числах вересня нацисти проводять серію потужних вибухів в каменярнях, організований спротив практично припинився, там лишилося в різних частинах близько сотні людей.
30 жовтня 1942 року німецькі солдати повністю захопили катакомби та полонили кілька живих червоноармійців, останні бійці потрапили у полон 31-го.
З приблизно 13000 людей, котрі перебували в катакомбах, по 170-денній осаді живими лишилося 48.

## Вшанування пам'яті
Письменник Марк Колосов 1944 року публікує цикл статей про оборонців Аджимушкайських каменярень, поет Ілля Сельвінський після відвідин катакомб написав вірш пам'яті загиблих. У тому ж часі друкуються частини із щоденника учасника оборони каменярень — морського піхотинця Олександра Сарикова.
У 1960-х роках Аджимушкайські каменярні радянською владою беруться під охорону як історичний пам'ятник; в Керчі було створено музей, присвячений існуванню підземного гарнізону.
1966 року в катакомбах відкривається музей.
У 1975 році видавництво «Молода гвардія» видало книгу історика В. О. Кондратьєва «Герої Аджимушкаю. Оповідання про мужність підземного гарнізону».
Меморіальний комплекс «Аджимушкайські каменярні» відкрився 1982 року — поблизу Царського кургану, скульптори Є. Горбань, Б. Климушко, архітектори С. Миргородський, В. Сенцова.